# Дике майбутнє
«Дике майбутнє» («Дикий світ майбутнього», англ. The Future Is Wild) — псевдодокументальний, науково-фантастичний (або ж спекулятивно еволюційний) мінісеріал 2002 року. Заснований на дослідженнях та інтерв'ю кількох науковців, він показує як може розвиватися життя на Землі в разі зникнення людей. У версії, трансльованій Discovery Channel, ця передумова була змінена, припускаючи, що в майбутньому людство полишить Землю і присилатиме на планету дослідні зонди для вивчення змін її життя протягом часу.
Телесеріал вийшов разом з виданням однойменної книги геолога Дугала Діксона, автора кількох книг в жанрі спекулятивної біології (як «Після людини: Зоологія майбутнього», «Людина після людини» та «Нові динозаври»), у співавторстві з Джоном Адамсом.
В 2007 році вийшов канадський дитячий анімаційний серіал за мотивами «Дикого майбутнього» з тією ж назвою. Після виходу серіалу в кількох країнах були відкриті тематичні парки. Планувалося випустити продовження оригінального серіалу, але його було скасовано — ймовірно через високу планку якості, задану фільмом «Аватар» (2009).
В Україні транслювався у вигляді трьох серій, куди були згруповані епізоди одного періоду (5, 100 і 200 млн років у майбутньому).

## Епізоди
Телесеріал має 13 епізодів тривалістю 25 хвилин кожен. Тематично вони поділені за показаними епохами: через 5 млн років, 100 млн і 200 млн. В кожній епосі «досліджується» кілька територій та тварини і рослини, які їх населяють.
- Ласкаво просимо до майбутнього (англ. Welcome to the Future) — вступ.

### Через 5млн
- Повернення льодів (англ. Return of the Ice) — покрита льодовиками територія Парижа;
- Зникле море (англ. The Vanished Sea) — соляна пустеля на місці висохлого Середземного моря;
- Прерії Амазонії (англ. Prairies of Amazonia) — степи на території нинішньої Амазонії;
- Холодна пустеля Канзасу (англ. Cold Kansas Desert) — напівпустеля Північної Америки, Канзас.

### 100млн
- Земля вод (англ. Waterland) — болота Бенгалії;
- Затоплений світ (англ. Flooded World) — моря;
- Тропічна Антарктика (Tангл. ropical Antarctica) — ліси Антарктиди, яка до того часу перемістилася в тропіки;
- Велике плато (англ. The Great Plateau) — територія Аляски, що зіткнулася з Австралією.

### 200млн
- Нескінченна пустеля (англ. The Endless Desert) — пустелі новоутвореного суперконтиненту Пангея Ультима;
- Глобальний океан (англ. The Global Ocean) — океани, в тому числі глибини;
- Пустеля-кладовище (англ. Graveyard Desert) — пустеля недалеко від океану;
- Ліс щупалець (англ. The Tentacled Forest) — дощові ліси на краю материка.

## Екосистеми

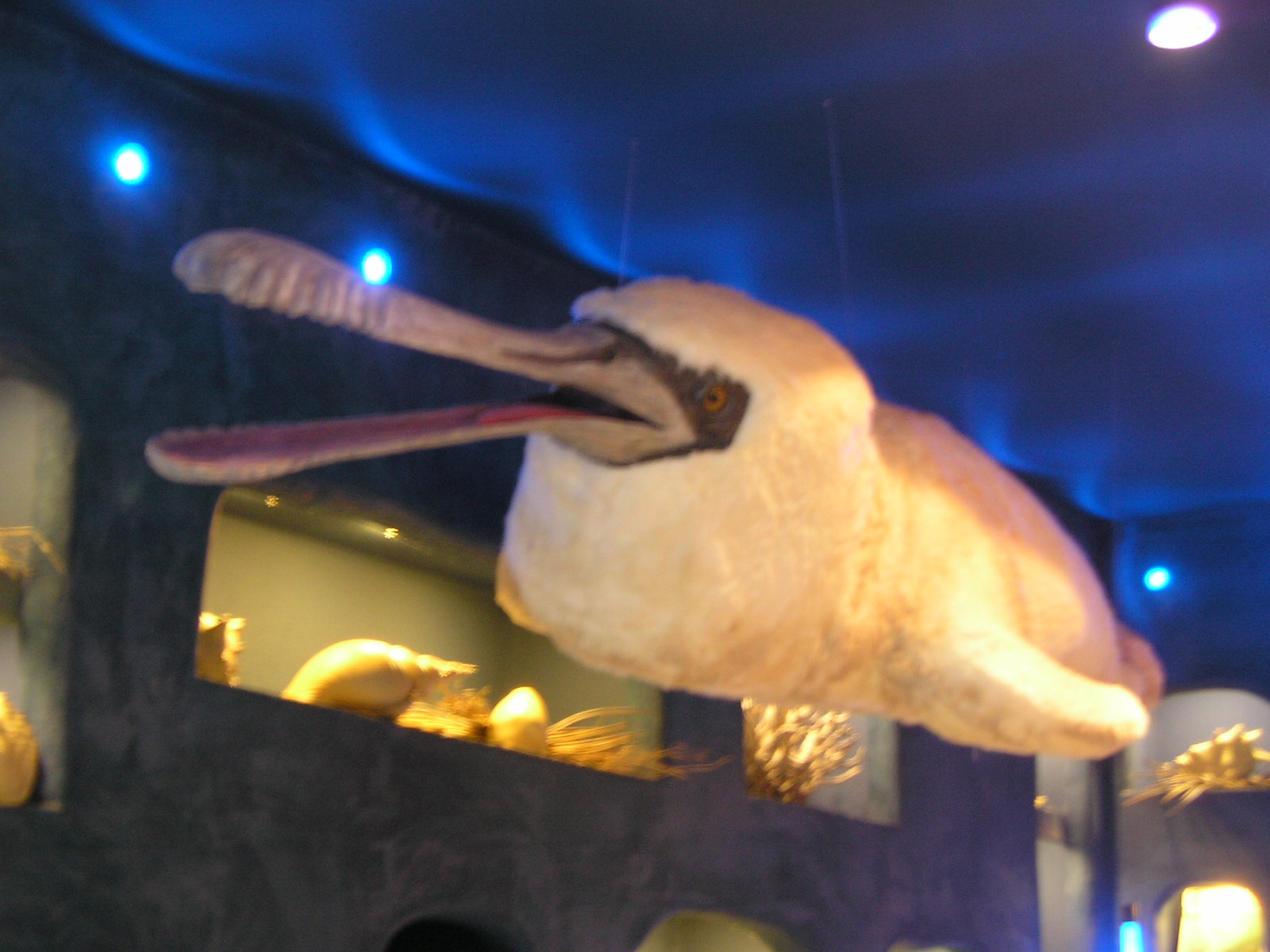
Китова олуша, скульптура на виставці «Футуроскоп»

Через 5 мільйонів років триває новий льодовиковий період. Грандіозний крижаний панцир покриває всю Північну півкулю аж до помірних широт, збільшився і льодовиковий щит Антарктиди. На планеті панує суворий сухий клімат — велику частину суші займуть холодні пустелі й степи.

### Повернення льодів (Return of the Ice)
- Шаграти (англ. Shagrat) — нащадки альпійських бабаків, заввишки близько 90 см. Мігруючи стадами, харчуються усіма рослинами, які можуть знайти. Їжу викопують зі снігу сильними передніми лапами. Густа шерсть захищає тварин від морозів.
- Снігозвірі (англ. Snowstalker) — нащадки росомах. У пащі мають довгі ікла, як у вимерлих шаблезубих котячих. Покриті густою білою шерстю. Мають сильно розвинений батьківський інстинкт і хороший нюх. Зріст в загривку — 60 см.
- Китові олуші (англ. Gannetwhale) — гігантські олуші, які повністю пристосувалися до життя в океані і зайняли нішу китоподібних. На сушу вилазять тільки для відкладання яєць. Від хижаків захищаються довгим міцним дзьобом, або випльовують напівпереварену їжу з огидним запахом. Довжина тіла — 4,3 м.
- Нащадки тріскових риб (здобич китових олуш).

### Зникле море (The Vanished Sea)
- Криптилії (англ. Cryptile) — ящірки, які можуть бігати на задніх лапках при полюванні на комах. Мають липкий капішон на голові, який розправляють і ловлять ним комах, після чого злизують здобич довгим язиком. Довжина тіла (з хвостом) — 50 см.
- Каррони (англ. Gryken) — наземні куниці, що живуть в ущелинах (каррах). Зріст в загривку — приблизно 42 см.
- Скрофи (англ. Scrofa) — всеїдні свині з довгими рилами і ногами, нащадки кабана. Зріст в загривку — 50 см.
- Сучасні бережницеві мушки (англ. Brine flies) .

### Прерії Амазонії (Prairies of Amazonia)
- Бабукарі (англ. Babookari) — зграйні мавпи, що харчуються рослинами та інколи рибою, нащадки лисого уакарі. Для ловлі риби майструють примітивні пастки. Зріст в плечах — 90 см.
- Каракіллери (англ. Carakiller) — гігантські нелітаючі птахи з кігтями на рудиментарних крилах, нащадки сокола каракара. Полюють зграєю. Зріст — 2—3 м.
- Степові спиногроми (англ. Rattleback) — нащадки паки або агуті, схожі на дикобраза. Всеїдні повільні тварини, вкриті щитками броні. Здатні гриміти цими щитками для відлякування ворогів. Орієнтовна довжина — 1,3 м.

### Холодна пустеля Канзасу (Cold Kansas Desert)
- Пустельні спиногроми — родичі степових спиногромів. Мають розвинений батьківський інстинкт. Розміром трохи менше своїх степових родичів.
- Північноамериканські спінки (англ. Spink) — невеликі нелітаючі птахи, які живуть під землею, подібно до кротів, нащадки каліфорнійського чубатого перепела. Точних даних про розмір немає, але менші за кролика.
- Смертоноси (англ. Deathgleaner) — хижі кажани, які зайняли нішу орлів і стерв'ятників. Живуть в печерах, але полюють в пустелі. Розмах крил — 1,5 м.

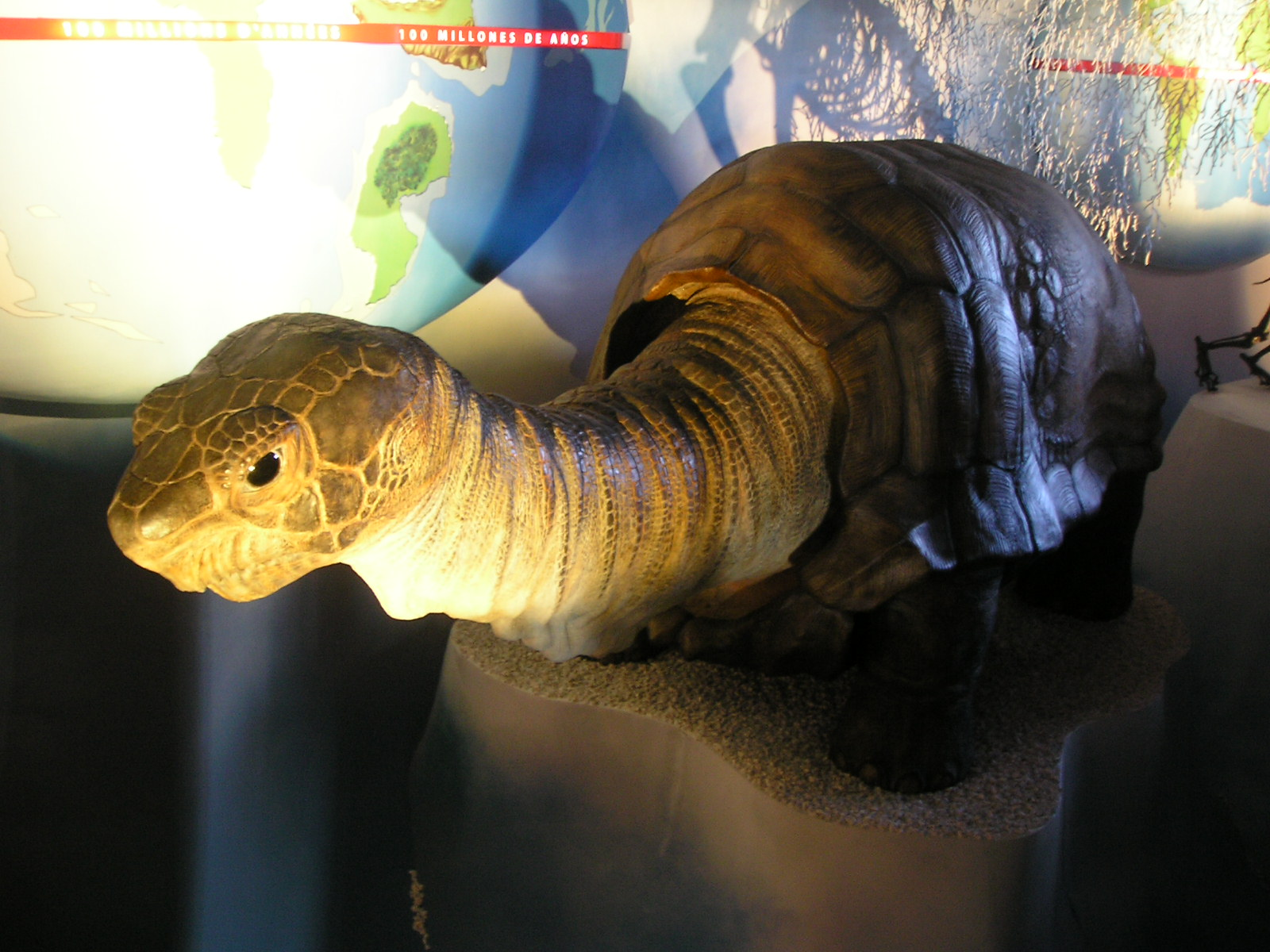
Дитинча торатона, скульптура на виставці «Футуроскоп»

Через 100 мільйонів років зіткнення континентальних плит викликало посилення вулканічної діяльності, що призвело до викиду в атмосферу великої кількості вуглекислого газу і значного потепління клімату. Льоду на Землі майже не залишиться, океани затопили величезні простори суші. Затоплення призвело до широкого поширення водних форм тварин. Багато тварин змушені вести напівводний спосіб життя.

### Затоплений світ (Flooded World)
- Океанські фантоми (англ. Ocean Phantom) — гігантські колонії спеціалізованих поліпів. Колонія тримається на воді поліпами, наповненими газом, рухається завдяки поліпам-вітрилам, а харчується завдяки зануреним у товщу води. Довжина колонії — близько 9 м; ширина — 3,9 м.
- Павуки-вертунці (англ. Spindle Trooper) — морські павуки, що знаходяться в симбіозі з океанськими фантомами. В обмін на поліпи-житла і залишки їжі, захищають колонію від нападників. Про розмір даних немає.
- Рифові плавунці (англ. Reef Glider) — рибоподібні голозяберні молюски, що плавають завдяки аміаку в тілі. Молоді особини тримаються зграями. Ці молюски всеїдні та значно більші за предків. Довжина — до 3 м; вага — до 1 тонни.
- Нащадки червоних водоростей, які повністю витіснили корали.

### Земля вод (Waterland)
- Болотуси (англ. Swampus) — прісноводні нащадки восьминогів. Деякий час можуть проводити на суші та володіють чотирма плоскими щупальцями для повзання нею. Мають розвинений батьківський інстинкт, вирощуючи потомство разом у рослинах, які зберігають між листям воду. Болотуси здатні кусати нападників і отруїти їх. Довжина — близько 1 м.
- Торатони (англ. Toraton) — гігантські рослиноїдні нащадки черепах. На відміну від предків, їхні лапи розташовуються під тулубом, а не з боків. Зріст — близько 7 м; вага — 6 т (дитинча). Дорослі особини в 15 разів більші.
- Іскриби (англ. Lurkfish) — болотні електричні риби, що маскуються серед водоростей завдяки виростам на тілі. Захищаються і вбивають здобич електричними розрядами. Довжина — 4 м.
- Рослини-розплідники (англ. Nursery Vase) — рослини, які накопичують воду для убезпечення молодняка болотусів, а взамін отримують їхній захист та цвітуть в час їхнього розмноження.

### Тропічна Антарктика (Tropical Antarctica)
- Трепетники (англ. Flutterbirds) — схожі на колібрі нащадки буревісників. Живуть у лісах, харчуючись квітковим нектаром.
- Вогнеплюйки (англ. Spitfire Bird) — один з видів трепетників. Захищаються, вистрілюючи з дзьоба їдку речовину, компоненти якої накопичують у спеціальних камерах, що правда подібний механізм є у жука бомбардира. Довжина тіла — приблизно 30 см.
- Несправжні вогнеплюйки (англ. False Spitfire Bird) — птахи, що мімікрують під вогнеплюйок. Тобто, так само виглядають, але не мають їдкої рідини.
- Дзьоборіз (англ. Roachcutter) — маневрений вид трепетника, який полює на комах в нижньому ярусі лісу.
- Вогнеплюйне дерево (Spitfire Tree) — дерево, з квітів якого вогнеплюйки збирають речовину для захисту.
- Сокілоса (англ. Falconfly) — гігантська хижа оса, нащадок піщаних ос. Полює головним чином на трепетників. Розмах крил — 80 см.
- Хижі жуки, що групами маскуються під квіти і полюють на птахів (англ. Spitfire Beetle, в російському та українському дубляжі не мають назви).

### Велике плато (The Great Plateau)
- Вітрокрили (англ. Great Blue Windrunner) — чотирикрилі (ноги мають махові пера) птахи, нащадки журавлів. Завдяки додатковим крилам мігрують на далекі відстані. Розмах передніх крил — 3 м.
- Деревоподібні трави (англ. Grass Tree) — трави, насіння яких розноситься вітром завдяки парашутикам з волосків. Походять від бамбука.
- Павуки-сріблянці (англ. Silver Spider) — колоніальні павуки, які спільно плетуть павутину, за допомогою якої ловлять літаюче насіння для вигодовування поглів, якими харчуються. Ховаються в печерах, виходячи на поверхню тільки плести павутину і збирати насіння. Спосіб життя схожий з мурахами й термітами. Розмах лап — близько 60 см.
- Поглі (англ. Poggle) — нащадки хом'яків, останні ссавці на Землі. Харчуються зернами, які збирають павуки. Про розмір точних даних немає (можливо близко 30—40 см)

Через 200 мільйонів років материки утворюють єдиний суперконтинент, оточений глобальним океаном. Велика частина материка зайнята суворими пустелями і гірськими масивами. На вологі узбережжя часто налітають потужні шторми.

### Глобальний океан (The Global Ocean)
- Морські сріблянці (англ. Silverswimmer) — неотенічні ракоподібні, що займають нішу риб, які майже вимерли. Розмір різний (залежно від виду).
- Акулопати (англ. Sharkopath) — зграйні акули. Мають особливу систему спілкування через світлові сигнали на боках. Завдяки цьому координують свої дії в полюванні. Довжина — 4 м.
- Райдужні кальмари (англ. Rainbow squid) — головоногі молюски, ймовірно, вищі хижаки в океані. Під час шлюбного періоду змінюють свій колір. Крім того здатні маскуватися, забарвлюючись під довкілля. Довжина — 40 м.
- Океанські фліші (англ. Ocean Flish) — нащадки риб, пристосовані до польоту і життя на суші. Займають нішу птахів. Зображенні на постері до серіалу.

### Нескінченна пустеля (The Endless Desert)
- Терабіди (англ. Terabyte) — високоорганізовані терміти, які вирощують особливий вид водорості. Будують термітники з прозорими віконцями і розгалуженими підземними тунелями. Завдяки світлу і добутій під землею воді підтримують водорості, якими й харчуються. Розмір — дещо більші за сучасних термітів.
- Темночерви (англ. Gloomworm) — печерні водні черви. Харчуються бактеріями. Довжина — 6 см.
- Гладкоремінники (англ. Slickribbon) — великі м'ясоїдні черви, що живуть в товщі води. Довжина тіла — 1 м.
- Черви-садівники (англ. Garden Worm) — морські черви з клітинами хлорофілу в тілі. Вилазять на сушу за сонячною енергією. Довжина — 45 см.

### Пустеля-кладовище (The Graveyard Desert)
- Джмележуки (англ. Bumblebeetle) — жуки-стерв'ятники, що літають на величезні відстані. Личинки жуків (похмурники) живуть і харчуються в трупах померлих тварин. Довжина дорослого жука — близько 26 см.
- Пустельні стрибунці (англ. Desert Hopper) — пустельні равлики з шипованою мушлею, що харчуються рослинами. Щоб не виділяти слиз при русі для економії води навчилися стрибати на одній нозі, що є і в сучасній природі у морських черевоногих.
- Смертоносний пляшковик (англ. Deathbottle) — хижа рослина, квіти якої подібні на мертвих флішів, щоб приманювати джмележуків для рознесення насіння. Має вигляд чаші з шипами всередині, куди провалюється здобич.

### Ліс щупалець (The Tentacled Forest)
- Лісові фліші (англ. Forest Flish) — родичі океанських флішів, що живуть у лісах і повністю порвали зв'язок з океаном. Мають яскраве забарвлення тіла. Розмір як у морських флішів.
- Слизький слизовик (Slithersucker) — хижа слизова цвіль. Живе на деревах, при цьому повільно переміщується, захоплюючи флішів. Про розмір точних даних немає.
- Мегакальмари (англ. Megasquid) — сухопутний нащадок кальмарів. Всеїдні тварини, якими слизовик користується для поширення. Зріст — 5 м; вага — 8 т.
- Кальмобони (англ. Squibbon) — кальмари, пристосовані до життя в кронах дерев. Використовують примітивні знаряддя, подібні до гібоннів та людиноподібних приматів. Розмах щупалець — близько 1,5 м.
- Лишайникове дерево (англ. Lichen Tree) — велетенські лишайники, які досягають 3 м у висоту.

## Супутня продукція

### Анімація
«Дике майбутнє» — анімаційний серіал 2007 року, що розповідає про трьох підлітків з початку XXI століття, які випадково зустріли жительку далекого майбутнього (через 10 тис. років), яка шукає епоху, куди люди могли б переселитися через настання льодовикового періоду.

## Нагороди і критика
Серіал здобув низку нагород: Срібну медаль Нью-Йоркського фестивалю (2004), «Найкраща наукова програма» Ekofilm (2003), PANDA AWARD на Wildscreen Festival 2003, а також став фіналістом фестивалів Wildlife Festival (2003) і Jackson Hole Wildlife Film Festival (2003).
Журнал «Paradox» розкритикував серіал за обмаль науковості в обмін на видовищність: «По суті, творці „Дикого майбутнього“ використовують виключно образи сучасних і доісторичних організмів, для чого вони „розбираються“ і наче обмінюються частинами. Однак при цьому сам рівень розвитку організмів залишається незмінним і більш-менш сучасним. Хоча вся історія розвитку життя на Землі свідчить про постійне зростання енергетики всього живого… Імовірно, з подоланням нашої екологічної кризи всі ці тенденції відновлюються і в майбутньому. Автори ж взялися розкрити геологічні записи в зворотній бік: зледеніння — мессінська криза (зміління Середземного моря) — тріасова Пангея, — населивши Землю майбутнього організмами минулого».
Вебсайтом «Эволюция без границ» серіал і книгу було розкритиковано як відірвану від науки фантазію. А саме через ігнорування законів еволюції біологічних видів, вигадування заскладних еволюційних шляхів, приписування показаним істотам поведінки та особливостей анатомії, невластивих їхнім класам і порядкам. Правдоподібними було визнано лише два епізоди: «Зникле море» та «Нескінченна пустеля».

## Інше
У серіалі нелітаючий родич каракари зображений як птах майбутнього. В 2008 році було описано вимерлого птаха з тієї ж родини, що теж був нелітаючим соколом і населяв острів Ямайка раннього голоцену.